# Achille Mbembe
Joseph-Achille Mbembe (* červen 1957 Malandè u Otélé v centrálním Kamerunu) je kamerunský politolog, historik a teoretik postkolonialismu. Studoval na univerzitě v Yaoundé a na Univerzitě Paříž 1 Panthéon-Sorbonne, poté učil na několika univerzitách v USA. Od roku 2001 působí na University of the Witwatersrand v jihoafrickém Johannesburgu. K jeho pracím patří esej De la postcolonie. Essai sur l’imagination politique dans l’Afrique contemporaine (Postkolonie. Esej o politické představivosti v současné Africe) z roku 2000 nebo Critique de la raison nègre (Kritika černého rozumu) z roku 2013. 14. března 2024 byla Achille Mbembe udělena Holbergova cena za rok 2024 za umění a literaturu, humanitní vědy, právo a teologii. Slavnostní předání se koná 6. června 2024 na univerzitě v norském Bergenu.